# مامادو دیوارا
مامادو دیوارا (انگلیسی: Mamadou Diawara؛ زادهٔ ۲۶ ژوئیهٔ ۱۹۸۹) بازیکن فوتبال اهل فرانسه است.
از باشگاه‌هایی که در آن بازی کرده‌است می‌توان به باشگاه فوتبال بلننسس و باشگاه فوتبال کلرمون فوت اشاره کرد.